# Oceanic (Schiff, 1969)
Die Oceanic ist ein ehemaliger deutscher Bergungsschlepper, der von 1969 bis 2011 von der Bugsier-Reederei in Hamburg betrieben wurde. Das Schiff wurde im Sommer 2013 an die türkische Karpowership Company, ein Unternehmen der Karadeniz Holding, verkauft und 2013 zunächst in Osman Khan, 2015 in Orka Sultan und 2016 wieder in Oceanic umbenannt.

## Beschreibung
Mit einem Pfahlzug von 179 Tonnen und Zugdrähten mit 380 Tonnen Bruchfestigkeit ist die Oceanic nach wie vor einer der leistungsfähigsten Bergungsschlepper weltweit. Noch leistungsfähiger ist beispielsweise ihr Nachfolgeschiff Nordic mit einem Pfahlzug von 201 Tonnen.

## Geschichte

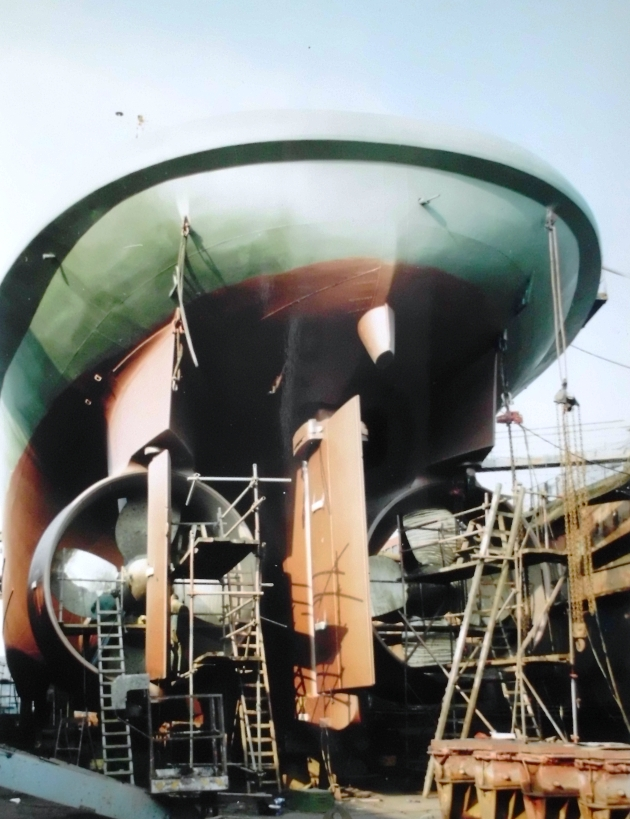
Bergungsschlepper Oceanic 1998 im Schwimmdock, Blick auf Propeller und Ruder

Die Oceanic wurde 1969 bei der F. Schichau GmbH, Bremerhaven, gebaut und befand sich bis 2013 im Besitz der Bugsier-Reederei, Hamburg. Bei Ablieferung 1969 waren sie und ihr Schwesterschiff Arctic die stärksten Schlepper der Welt.
Begründet wurde der Bedarf für solch starke Schlepper seitens Bugsier mit der 1967 erfolgten zweiten Schließung des Sueskanals durch den ägyptischen Staatspräsidenten Gamal Abdel Nasser. Bedingt durch diese Sperrung mussten sämtliche Rohöltransporte aus den arabischen Ölfördergebieten in Richtung Europa bzw. Amerika um das Kap der Guten Hoffnung herum erfolgen. Damit einher ging eine stetige Größenzunahme der eingesetzten Tanker. Bugsier erkannte frühzeitig, dass diese neuen Schiffsgrößen im Falle von Havarien leistungsstarke Schlepper erfordern würden. Zudem erhoffte man sich Aufträge aus der sich damals entwickelnden Offshore-Ölförderung.
Über einen längeren Zeitraum war die Oceanic in südafrikanischen Gewässern in der Nähe der Tankerroute um das Kap der Guten Hoffnung stationiert. Hier übernahm sie beispielsweise die Bergung des gestrandeten Tankers Wafra im Jahr 1971. Ein weiterer aufsehenerregender Einsatz war die Bergung des mit einem anderen Schiff kollidierten Tankers Aegean Captain im Jahr 1979.
In den 1990er Jahren wurden Oceanic und Arctic über längere Zeiträume aufgelegt. Ein Grund hierfür war der aufgrund technischer Verbesserungen im Schiffbau und -betrieb nachlassende Bedarf an Bergungsschleppern, der andere eine Marktveränderung im Offshore-Geschäft. Hier kamen immer mehr speziell für den Offshore-Einsatz gebaute Ankerziehschlepper zum Einsatz, so dass der Marktanteil der hierfür eingesetzten Bergungsschlepper immer weiter sank.
Seit März 1996 war sie als Notschlepper zur Verstärkung der bundeseigenen Schleppkapazität durch die Wasser- und Schifffahrtsdirektion Nord gechartert. Das Schiff befand sich in ständiger Rufbereitschaft auf Seeposition vor der Insel Norderney und konnte auch bei schwerster See Havaristen zu Hilfe kommen. Der Schlepper war von den Nordseeinseln Norderney und Baltrum am Horizont in nordöstlicher bzw. nordwestlicher Richtung zu sehen. Der Einsatz der Oceanic war durch die ständig zunehmende Schiffsgröße auf den Großschifffahrtsstraßen der Nordsee und wegen einiger Schiffsunglücke (zum Beispiel Strandung der Pallas) notwendig geworden; denn wegen der multifunktionalen Anforderungen waren bisherige kommerzielle Schlepper nicht leistungsfähig genug, um größere Schiffskatastrophen auf hoher See abzuwehren.
Die Besatzung verweilte 28 Tage auf der Bereitschaftsposition und wurde dann in Cuxhaven ausgetauscht. Seit der Ablösung durch die Nordic befand sich die Oceanic als Auflieger in Bremerhaven. Während eines Werftaufenthalts der Nordic im Dezember 2011 vertrat sie die Oceanic auf ihrer ehemaligen Notschlepperposition vor Norderney und blieb danach erneut von Anfang 2011 bis Juni 2013 in Bremerhaven aufgelegt.

## Verbleib des Schiffes
Das Schiff wurde im Juni 2013 an das türkische Unternehmen Karpowership Company der Karadeniz Holding verkauft. Neuer Name des ab 1. Juli 2013 unter der Flagge Liberias betriebenen Schiffes ist Osman Khan. Im Dezember 2013 wurde das Schiff auf die Gesellschaft Karadeniz Powership Osman Bey übertragen. Über die weitere Verwendung des Schiffes gibt es unterschiedliche Angaben. So soll das Schiff möglicherweise weiter als Schlepper genutzt werden oder zur Yacht umgebaut werden. Am 1. April 2015 wurde der Schlepper erneut umbenannt, in Orka Sultan. Im Jahr 2016 erhielt er wieder den ursprünglichen Namen Oceanic. Das Schiff lag im Februar 2023 in offensichtlich gutem Zustand unter dem Namen "Oceanic", Heimathafen "Nassau" in Malta, Grand Harbour in einer dortigen Werft.

## Nachfolgeschiff
Als Nachfolgeschiff der Oceanic wurde der Hochseeschlepper Nordic mit 201 Tonnen Pfahlzug, 78 Meter Länge und 16,4 Meter Breite auf der Peene-Werft in Wolgast gebaut. Die Nordic wurde am 8. Dezember 2010 getauft und übernahm zum 1. Januar 2011 die Aufgaben der Oceanic.